# Максим Пуркаев
Максим Алексеевич Пуркаев (на руски: Макси́м Алексе́евич Пурка́ев; 14 август 1894, с. Налитово, Симбирска губерния – 1 януари 1953, Москва) е съветски военачалник от Втората световна война, армейски генерал (1944 г.)

## Ранни години
Роден е в семейството на дървосекач, работещ на сезонна работа. На двегодишна възраст, заедно с майка си и останалите деца, Максим се премества при баща си в Ленските златодобивни мини край река Лена (район Бодайбо). След смъртта на баща си през 1909 г., Максим става работник в мините. През 1911 г. се завръща в Налитово. В периода 1912 – 1915 г. живее в град Алатир.

## Първа световна война
През есента на 1915 г. Пуркаев е призован в Руската императорска армия като воин от опълчението, 2-ри разряд. Служи в резервния стрелкови батальон в Казан. През 1916 г. завършва Саратовското училище за прапоршчици и служи като младши ротен офицер в 164-ти резервен стрелкови полк в Сарапул, Вятска губерния.
След Февруарската революция от 1917 г. Максим е избран във военния комитет на полка и изпратен като делегат в Сарапулския съвет на работническите, селските и военните депутати. Води революционна агитация сред войниците, за което през септември 1917 г. е прехвърлен в 28-а артилерийска бригада. След Октомврийската революция от декември 1917 г. Пуркаев е писар в комисията за ликвидация на резервния полк в Алатир. Последното му военно звание в императорската армия е прапоршчик.

## Гражданска война
През юли 1918 г. доброволно се присъединява към Червената армия. Назначен за командир на рота в трети Симбирски полк на 24-та Самаро-симбирска стрелкова дивизия, през ноември 1918 г. е командир на батальон от 215-и пехотен полк, от април 1919 г. – помощник-командир на полка, от септември 1920 г. – командир на 213-и стрелкови полк на същата дивизия. Воюва на Иизточния, Южния и Западния фронт, участва в битките за градовете Симбирск, Самара, Бугуруслан, Орск, при потушаване на селското въстание в района на град Калач на Дон. През 1920 г. воюва на полския фронт, където е ранен 3 пъти. През ноември 1920 г. е обявен за негоден за военна служба, но отказва да напусне.
Член на РКП (б)/ КПСС от 1919 г.

## Междувоенен период
От ноември 1920 г. е командир на 72-ри стрелкови полк от 24-та стрелкова бригада, от май 1921 г. е командир на батальон в 72-ри резервен Симбирски стрелкови полк, от август 1921 г. е командир и военен комисар на инженерната дружина в Симбирск, от декември 1921 – помощник-командир на 291-ви пехотен полк. През 1922 – 1923 г. учи във Висшата тактико-стрелкова школа за команден състав на РККА.
От април 1923 г. е командир, а от август 1924 г. – командир-военен комисар на 99-и стрелкови полк на 33-та Самарска стрелкова дивизия в Беларуския военен окръг, от август 1926 г. – помощник началник-щаб. От ноември 1926 г. е помощник началник-щаб на 29-а стрелкова дивизия, от ноември 1927 г. е помощник началник-щаб на 48-а Тверска дивизия, от февруари 1928 г. – началник-щаб на същата дивизия.
От януари 1930 г. служи като началник на 2-ри отдел в щаба на Московския военен окръг. През 1930 г. завършва курсовете за обучение на висш команден състав във Военната академия на Червената армия. М. В. Фрунзе. От декември 1931 г. е заместник началник-щаб на Московския военен окръг. През 1935 г. отново е изпратен да учи.
През 1936 г. завършва специалния факултет на Военната академия на Червената армия Фрунзе (негови състуденти са Иван Болдин, Андрей Ерьоменко, Иван Конев. От юли 1936 г. е комисар и командир на 1-ва моторизирана дивизия. От април 1938 г. е. началник-щаб на Беларуския военен окръг,. От август 1939 г. до февруари 1940 г. е военно аташе в посолството на СССР в Германия, след завръщането си оттам отново служи като началник-щаб на Беларуския специален военен окръг. От юли 1940 е началник-щаб на Киевския специален военен окръг.

## Втора световна война
От началото на Втората световна война е началник-щаб на Югозападния фронт. Участва в първите сражения в Украйна, включително танковите битки в района на Дубно – Луцк – Броди, Лвов-Черновци, и Киевската отбранителна операция. Снет от длъжност на 23 юли 1941 г. След кратък престой в резерва, Пуркаев е назначен за старши преподавател в Академията на Генералния щаб на Червената армия, а оттам е прехвърлен в инспектората за формиране на нови военни части.
От ноември 1941 г. е главнокомандващ на 60-ата резервна армия, през декември преименувана на 3-та ударна армия. Начело на армията участва в Торопецко-Холмската и Демянската операция.
От 26 август 1942 до 25 април 1943 г. е главнокомандващ на Калининския фронт. На този пост той ръководи операция „Марс“, Ржев-Сичьовската, Великолукската и Ржев-Вяземската операции.
От 25 април 1943 г. до 4 август 1945 г. е главнокомандващ на Далекоизточния фронт. От 5 август 1945 г. до 1 октомври 1945 г. е главнокомандващ на 2-ри Далекоизточен фронт. За повече от две години служба в Далечния Изток Пуркаев полага усилия да подготви войските за бойни операции срещу японската квантунска армия, а по време на съветско-японската война през август 1945 г. фронтът под негово командване успешно провежда Сунгарийската операция.

## Следвоенен период
От септември 1945 г. е главнокомандващ на Далекоизточния военен окръг. През януари – май 1947 г. се намира под разпореждане на Министъра на въоръжените сили на СССР, след което е назначен за началник-щаб и първи заместник на главнокомандващия на съветските войски в Далечния изток. От юли 1952 г. е началник на Управлението на висшите военноучебни заведения към Военното министерство на СССР.
Депутат във II конгрес на Върховния съвет на СССР (1946 – 1950). Погребан на Новодевическото гробище в Москва.

## Награди
- 2 ордена „Ленин“ (14 ноември 1943 г. – За образцово изпълнение на задачите по ръководството на Червената армия за мобилизиране, формиране, окомплектоване и обучение на части и съединения, 21 февруари 1945)
- 4 ордена „Червено знаме“ (1926, 22 февруари 1941, 3 ноември 1944, 20 юни 1949)
- Орден „Суворов“ (8 септември 1945)
- Орден „Кутузов“, I степен (28 януари 1943)
- Медал „За отбраната на Москва“ (1944)
- медал „За победата над Германия във Великата отечествена война от 1941 – 1945 г.“ (1945)
- медал „За победата над Япония“ (1945)
- Юбилеен медал „ХХ години Работническо-селска червена армия“ (1938)
- Юбилеен медал „30 години Съветска армия и флот“ (1948)
- Медал „За победата над Япония“ (Монголия, 1945)
- Медал „За освобождението на Корея“ (Северна Корея, 1948)

## Военни звания
- Комбриг – 17 февруари 1936 г.
- Комдив – 15 юли 1938 г.
- Комкор – 9 февруари 1939 г.
- Генерал-лейтенант – 4 юни 1940 г.
- Генерал-полковник – 18 ноември 1942 г.
- Армейски генерал – 26 октомври 1944 г.

## В негова чест
- На площада на Славата в центъра на Саранск е издигнат бюст на М. Пуркаев.
- Родното му село Налитово е преименувано на Пуркаево (1966).
- Неговото име носят улица в Саранск и улица в град Южносахалинск.